# Boust
Boust (Duits:Bust) is een gemeente in het Franse departement Moselle in de regio Grand Est. De gemeente telde 1.159 inwoners op 1 januari 2022.

## Geschiedenis
Boust maakte tot 2015 deel uit van het arrondissement Thionville-Est en kanton Cattenom. Op 1 januari van dat jaar fuseerden de arrondissementen van Thionville tot het arrondissement Thionville. Toen het kanton op 22 maart 2015 werd opgeheven werden de gemeenten opgenomen in het kanton Yutz.

## Geografie
De oppervlakte van Boust bedraagt 7,01 vierkante kilometer; Op 1 januari 2022 was de bevolkingsdichtheid 165,3 inwoners per km².

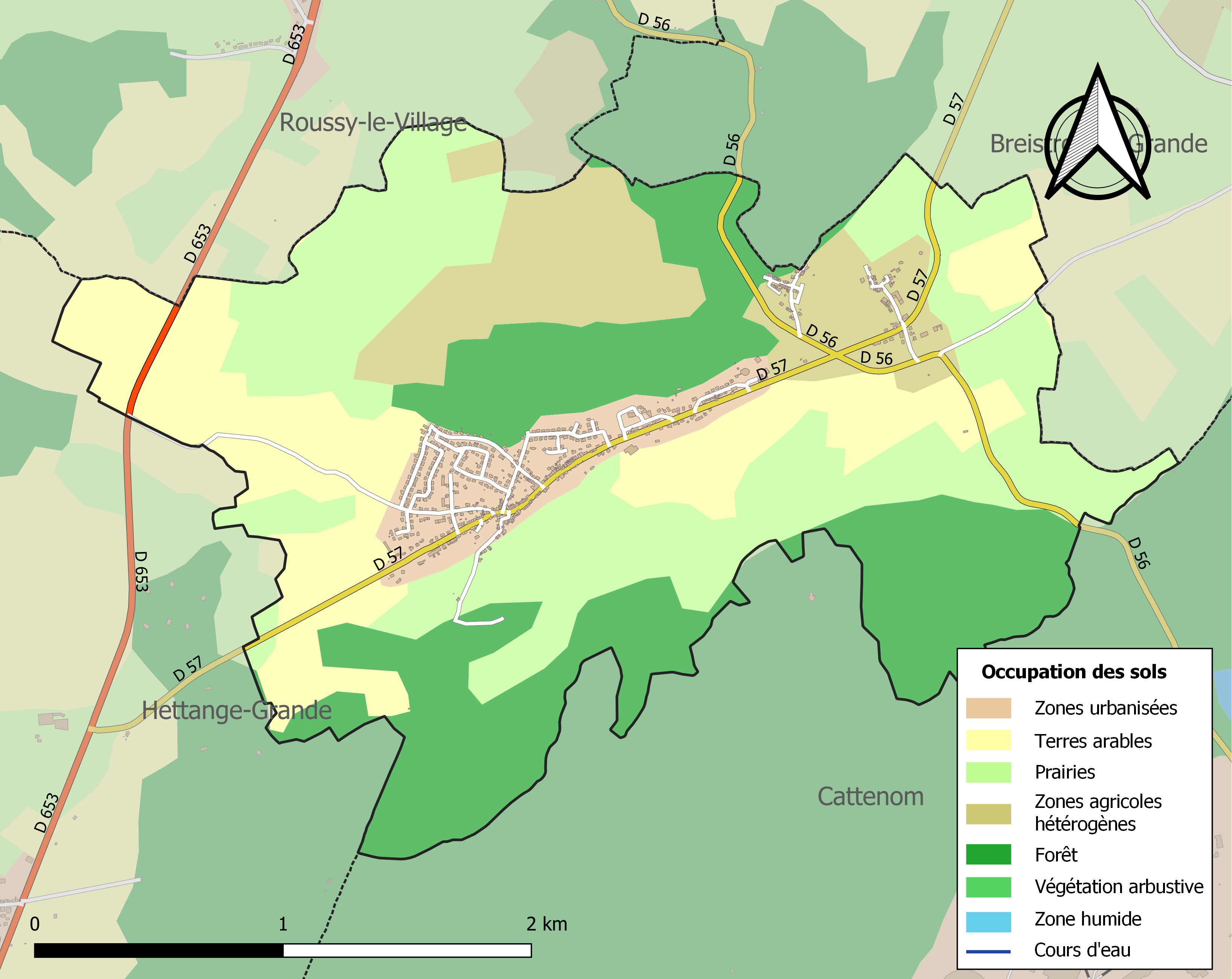
Kaart van de gemeente met de belangrijkste infrastructuur, bodemgebruik en omliggende gemeenten

## Demografie
Onderstaande figuur toont het verloop van het inwonertal.